# Кутушев, Раис Рахимьянович
Раи́с Рахимья́нович Куту́шев (род. 7 августа 1948, д. Умбетово Зианчуринского района БАССР) — историк - архивист, специалист по арабографическим источникам. Научный сотрудник Института истории, языка и литературы Уфимского научного центра Российской академии наук, ведущий специалист Государственного комитета Республики Башкортостан по делам архивов, заслуженный работник культуры Республики Башкортостан.

## Биография
Родился в 1948 г. в деревне Умбетово Зианчуринского района Башкирии.
В 1975 году кончил Исторический факультет Башкирского государственного университета.
На данный момент работает и проживает в Уфе.

## Трудовая деятельность
С 1975 по 1994 гг. — научный сотрудник Института истории, языка и литературы Уфимского научного центра Российской академии наук.
В 1994—1997 гг. — ведущий специалист Государственного комитета Республики Башкортостан по делам архивов.
В 1998—2003 гг. — заместитель начальника управления ЗАГС Правительства Республики Башкортостан.
В 2004—2007 гг. — начальник отдела Центрального государственного исторического архива Республики Башкортостан.

## Награды
- 2008 год - Ветеран труда
- 2017 год - Заслуженный работник культуры Республики Башкортостан.
- 2003 год - Медаль "За заслуги в проведении Всероссийской переписи населения"
- 2019 год - Медаль "Архивная служба Республики Башкортостан 100 лет"

## Научная деятельность
Автор более 60 научных работ.
Некоторые из них:
- Р. Р. Кутушев. Крестьянский вопрос на страницах национальной печати Башкирии в годы первой русской революции. — В книге: Крестьянство и крестьянское движение в Башкирии в XVII - начале XX вв. — Уфа, 1981 .— с. 112 - 115;
- Р. Р. Кутушев. Легальная национальная печать Башкирии в годы революции 1905-1907 гг. — В книге: Башкирия в революции 1905 - 1907 гг. — Уфа, 1987 .— с. 65 - 80;
- Р. Р. Кутушев. Промышленность и рабочий класс Башкирии накануне Октябрьской революции. — В книге: Из истории социально - экономического развития Советской Башкирии. — Уфа, 1988 .— с. 18 - 26;
- Р. Р. Кутушев, И. Ф. Байков. Как развивались символы Башкортостана. — Уфа: Ватандаш, №3, 1998 . №7 —  с. 171 - 179;
- Р. Р. Кутушев. Материалы к биографии Ризы Фахретдинова. — В книге: Творчество Ризы Фархетдинова. — Уфа, 1988 .— с. 54 - 61;
- Р. Р. Кутушев. Изучение края. Печать. — В книге: История Башкортостана. ч. 1. С древних времен до 1917 г. Учебное пособие. — Уфа, 1991 .— с. 278 - 280; с. 332 - 337;
- Р. Р. Кутушев. Изучение края. Печать. — В книге: История Башкортостана с древнейших времен до 60 - х годов XIX - в. — Уфа, 1996, Китап;
- Р. Р. Кутушев. Верховный совет Башкирской АССР в годы Великой Отечественной войны. — В книге: Археография Южного Урала. — Уфа, 2005 .— с. 101 - 104;
- Р. Р. Кутушев. Мещанин города Троицка Мифтахитдин. — В книге: Археография Южного Урала. — Уфа, 2006 .— с. 50 - 55;
- История деревень Аюсы, Мырдаш и Максют: дореволюционный период / Ш. Н. Исянгулов, Р. Р. Кутушев. — Уфа, 2006- (Уфа : Уфимский полиграфический комбинат). — 22 см;
- Р. Р. Кутушев. Рабочее и крестьянское движение. Экономическое положение в 1914 - 1917 гг. Положение рабочих. — В книге: Коллектив авторов. История Башкортостана во второй половине XIX — начале XX века : [арх. 3 марта 2022] : в 2 т. / И. М. Гвоздикова, М. И. Роднов (ответственные редакторы), Ф. Г. Хисамитдинова. — Уфа : Уфимский полиграфкомбинат, 2007. — Т. 2. — 368 с. — 300 экз. — ISBN 978-5-85051-416-7.
- Р. Р. Кутушев, И. Ф. Байков. Из истории государственной символики Республики Башкортостан.  — В книге: Башкортостан. Государственные символы и символика городов и районов. — Уфа, 2007 .— с. 311 - 320;
- Навеки с Россией : сборник документов и материалов : [в 2 частях] / Упр. по делам арх. при Правительстве Республики Башкортостан, Центральный гос. ист. арх. Республики Башкортостан; [сост. Р. Р. Кутушев и др.]. — Уфа: Китап, 2007—2008;
- На своей земле вотчинной. И. В. Галлямов, Р. Р. Кутушев, Р. Х. Дильмухаметов — Уфа, 2010 .— 71 с.: ил.;
- К истории государственной символики Башкортостана / Р. Р. Кутушев, И. Ф. Байков. — Уфа: Китап, 2011 .— 134 с.: ил.;
- Р. Р. Кутушев. Мусульманские метрические книги в Центральном историческом архиве РБ. Отечественные архивы 2012: №4. с. 54 - 59;
- Р. Р. Кутушев. О введении мусульманских метрических книг в Башкортостане — Уфа: Ватандаш, 2012 . №7 —  с. 40 - 45;
- Р. Р. Кутушев. Документальные основы родословных. — Уфа: Ватандаш, 2013 . №9 —  с. 183 - 198;
- «Генеалогия балакатайцев» . Книга I. Текст / И. В. Галлямов, Р. Р. Кутушев (Старая Маскара, Новая Маскара, Ашаево Белокатайского района Республики Башкортостан). — Уфа, 2013 .— 407 с.: табл.;
- «Генеалогия балакатайцев». Книга II. Текст / И. В. Галлямов, Р. Р. Кутушев (Белянка Белокатайского района Республики Башкортостан, Юлдашево (Старо-Юлдашево) Нязепетровского района Челябинской области). — Уфа, 2014 .— 352 с.;
- Р. Р. Кутушев. Как составляется шежере. — Уфа: Ватандаш, 2014 . №1 —  с. 178 - 190;
- «Генеалогия балакатайцев». Книга III. Текст / И. В. Галлямов, Р. Р. Кутушев (Кирикеево, Каюпово, Перевоз Белокатайского района Республики Башкортостан). — Уфа, 2015.— 408 с.: ил.;
- «Генеалогия балакатайцев». Книга IV. Текст / И. В. Галлямов, Р. Р. Кутушев (Нижнеутяшево, Верхнеутяшево Белокатайского района Республики Башкортостан). — Уфа, 2016.— 584 с.;
- «Генеалогия балакатайцев». Книга V. Текст / И. В. Галлямов, Р. Р. Кутушев (Апутово, Ураково, Юлдашево (Ново-Юлдашево, Исаково), Белокатайского района Республики Башкортостан). — Уфа, 2017.— 488 с.;
- Родословная книга жителей деревень Яныбаево, Медятово и Мунасово Белокатайского района Республики Башкортостан [Текст] / Галлямов, Ильфат Ваисович, Кутушев Раис Рахимьянович. — Уфа: Белая река, 2018. — 720 с.